# Morte del figlio primogenito del faraone
Morte del figlio primogenito del faraone è un dipinto a olio su tela realizzato nel 1872 da Lawrence Alma-Tadema e conservato al Rijksmuseum di Amsterdam.

## Descrizione
Il critico d'arte Carel Vosmaer, amico di Alma-Tadema, descrisse il dipinto come segue:
Sullo sfondo a destra Mosè e Aronne entrano nella stanza, convocati dal faraone per dare loro il permesso di lasciare l'Egitto con il loro popolo. Tuttavia il dipinto non è una celebrazione della vittoria del popolo di Dio sul faraone, bensì un'immagine del dolore del sovrano dell'Egitto.
La tragedia personale del faraone e della moglie è resa senza toni patetici, ma con grande attenzione al silenzio e alla rassegnazione della scena. Percy Cross Standing, il primo biografo del pittore, ha descritto l'opera parlando di "una concezione silenziosa dell'orrore".
Il quadro rivela inoltre la grande conoscenza archeologica di Alma-Tadema, articolata da numerosi dettagli autentici. Sul muro, ad esempio, è inciso il cartiglio di Ramses II, con cui il pittore situa la scena dell'Esodo nel XIII secolo a.C. Molti degli oggetti nel dipinto erano reperti che l'artista aveva visto al British Museum. Il pittore inoltre possedeva i tre volumi dell'opera di John Gardner Wilkinson I modi e costumi degli antichi egizi (1837) ed era amico dell'egittologo Georg Ebers.

## Storia
Alma-Tadema dipinse Morte del figlio primogenito del faraone nel 1872 per Ernest Gambart. Nello stesso anno Pall Mall Gazette dichiarò che l'opera fosse il dipinto dell'anno e nel 1978 vinse la medaglia d'oro all'esposizione universale di Parigi presso il Salon. Lo stesso Alma-Tadema teneva in alta considerazione la propria opera, tanto che nel 1879 riacquistò il dipinto da Gambart e lo tenne con sé per il resto della sua vita. Fu lo stesso Alma-Tadema che lasciò il dipinto al Rijksmuseum nel suo testamento, dato che in quanto olandese desiderava che almeno una delle sue opera facesse parte di un'importante collezione del proprio paese natale.